# Saison 9 de Bleach

## Saison 9
Cette saison a été diffusée du 23 avril 2008 au 7 octobre 2008 (épisodes 168 à 189) sur TV Tokyo. Elle est composée de 22 épisodes.
C'est un arc filler sur le capitaine de la 3e division, Amagai Shûsuke.
| No | Titre français                                                                 | Titre japonais                                   | Titre japonais                                  | Date de 1re diffusion |
| No | Titre français                                                                 | Kanji                                            | Rōmaji                                          | Date de 1re diffusion |
| --- | ------------------------------------------------------------------------------ | ------------------------------------------------ | ----------------------------------------------- | --------------------- |
| 168 | Le Nouveau Capitaine apparait ! Son nom est Shûsuke Amagai                     | 新隊長登場！その名は天貝繍助                     | Shin taichō tōjō! Sono na wa Amagai Shūsuke     | 23 avril 2008         |
| Etant donné que Sôsuke Aizen, Kaname Tôsen et Gin Ichimaru ont déserté le Seireitei, trois postes de capitaine de division sont vacants. Un homme est choisi pour remplacer Gin Ichimaru : il se nomme Shûsuke Amagai et rentre d'une longue et périlleuse mission dans le Monde des Humains. Il est accompagné de Makoto Kibune, un coéquipier de mission qu'il estime beaucoup et nomme Troisième Lieutenant. Ce n'est pas gagné pour le nouveau capitaine, malgré tous les efforts du vice-capitaine Izuru Kira, les membres de la 3e division ne sont pas enthousiastes à voir un inconnu sortir de nulle part devenir capitaine. Mais ce nouveau capitaine le comprend très bien et annonce à sa division qu'ils les protègera tous, telle est sa mission. De plus, les capitaines Kyôraku, Komamura et Soi Fon s'interrogent sur l'identité de deux capitaines qui ont fait passer l'examen à Shûsuke Amagai, qui l'aurait réussi du premier coup. Pendant ce temps, sur un conseil de Rangiku, Izuru a organisé un banquet pour la 3e division en l'honneur de Shûsuke et Makoto mais l'ambiance est très froide. Shûsuke va même tomber ivre mort après avoir bu une coupe de sake. Par la suite, la 3e division est envoyée dans le Dangai pour éliminer un groupe de 30 Gillians. Alors que le combat se faisait facilement, un Kôryû arrive alors que Makoto avait demandé une suspension du Kôryû pour pouvoir se battre dans le Dangai. Le Kôryû anéantit les Gillians sur son passage, les Shinigami tentent de le fuir mais Shûsuke Amagai intervient et le détruit, à la stupéfaction de tous. Il leur répète que sa mission est de les protéger puis il s'effondre ensuite, il a détruit le Kôryû en étant encore ivre.                                                      |                                                                                |                                                  |                                                 |                       |
| 169 | Nouveau Développement ! Un dangereux étudiant transféré apparaît !             | 新展開､危険な転校生現る！                        | Shin tenkai, kiken na tenkōsei arawaru!         | 7 mai 2008            |
| Rukia et Ichigo partent en mission une nouvelle fois. Au cours de celle-ci, Ichigo rencontre une jeune princesse capricieuse qui a faim. Elle est retrouvée par ses gardes du corps, deux shinigami, Kenryû et Enryû, qui ont apparemment attiré une nuée de Hollows avec un appât. Ichigo utilise son bankai pour gagner du temps et les combat avec Rukia mais Uryû, Chad et Orihime viennent les aider. Plus tard, grâce à Kon, Ichigo remarque que ses nouveaux voisins ne sont que les trois inconnus qu'il a rencontrés. Avec Kon et Rukia, il vient les voir pendant leur emménagement, la jeune fille le reconnaît mais l'un des gardes le remballe et utilise une barrière d'énergie. De retour au lycée, la professeur annonce la venue de trois nouveaux élèves : ce sont la jeune princesse et ses deux gardes. Elle se nomme Rurichiyo Kasumioji, le garde aux cheveux noirs se nomme Kenryû et le grand garde chauve muet se nomme Enryû. Tous les élèves est étonnée de voir cette si petite fille et ces deux grands adultes intégrer leur classe, surtout Ichigo et Rukia qui les ont déjà rencontrés auparavant... |                                                                                |                                                  |                                                 |                       |
| 170 | Lutte désespérée sous le clair de lune. L'assassin mystérieux et son Zanpakutô | 月夜の死闘、謎の刺客と斬魄刀                     | Tsukiyo no shitou, nazo no shikaku to zanpakutō | 14 mai 2008           |
| Après avoir emménagé dans la maison mitoyenne à la sienne, Rurichiyo Kasumioji et ses deux gardes du corps Kenryû et Enryû intègrent la classe d'Ichigo. Très vite, Kenryû menace Keigo et Ichigo et les incite à respecter Rurichiyo et sa noblesse. La nuit, la maison voisine d'Ichigo où vit Rurichiyo et ses gardes est attaquée. Ichigo et Rukia sortent et voient Kenryû affronter un mystérieux ninja. Voyant Ichigo, Kenryû lui demande de l'affronter avant de s'enfuir et rejoindre Enryû emmenant Rurichiyo, endormie, loin du combat. Le ninja possède un mystérieux zanpakutô, il a un gros miroir sur la garde qui reflète l'image de la lune et paralyse ceux qui regardent la lumière sortant de ce miroir. Au fil du combat, Ichigo parvient à refléter cette lumière avec la lame de son zanpakutô, le ninja est tombé dans son propre piège. Paralysé, il est désarmé et vaincu. Alors qu'Ichigo et Rukia veulent l'interroger, le ninja s'enfuit. Ichigo lui lance une attaque d'énergie spirituelle mais le ninja se suicide en se jetant dans l'attaque explosive. Kenryû, Enryû et Rurichiyo endormie reviennent. Ils expliquent la vérité à Ichigo, Rukia, Chad, Uryû et Orihime : Rurichiyo est la princesse du clan Kasumioji vivant dans la Soul Society. Elle était toute petite quand ses parents sont morts et elle a été élevée par Kenryû et Enryû. Elle est trop jeune pour être chef de clan, et un intendant nommé Gyôkaku Kumoi veut prendre cette place de chef, faisant assassiner ceux qui ne veulent pas rejoindre son groupe. Kenryû supplie Ichigo de protéger Rurichiyo. Pendant ce temps, Gyôkaku Kumoi apprend le suicide d'un de ses subordonnés et en envoie un autre pour capturer la princesse.                                             |                                                                                |                                                  |                                                 |                       |
| 171 | Kenryu, la profusion des florissantes fleurs cramoisies                        | 犬龍、咲き乱れる紅の華                           | Kenryu, sakimidareru beni no hana               | 21 mai 2008           |
| Ichigo et Rukia font découvrir à Rurichiyo les magasins du monde des Humains. Chez Ichigo, la princesse se révolte contre Kenryû et Enryû, elle leur reproche de lui cacher des choses et de la considérer comme une petite fille. Elle a compris qu'ils ne lui disent pas la vérité par une bourde d'Ichigo. Elle s'enfuit de la maison en disant qu'elle les déteste, ce qui les attristent profondément. Dans sa fuite, elle retrouve Orihime qui la réconforte. Cependant, elles sont attaquées par un ninja similaire à celui de la veille, celui-ci a un zanpakutô qui peut tirer des vagues d'énergie qui se transforment en pierre. Il peut donc créer d'immenses remparts ou des blocs de roche. Alors qu'il s'apprête à tuer Orihime et Rurichiyo (qui regrette d'avoir renié ses gardes), Kenryû et Enryû interviennent pour les sauver. Ichigo et Rukia ne tardent pas à les rejoindre. Kenryû utilise son zanpakutô aux capacités atypiques : il crée des fleurs émettant du pollen, ce pollen fait pousser des fleurs sur le zanpakutô de l'adversaire et le rend inutilisable. Ichigo attaque le ninja affaibli mais la puissance de son attaque fait partir le pollen et lui rend son arme utilisable. Kenryû lui envoie des fleurs paralysantes au visage avant de fuir. Ichigo affronte l'ennemi qui crée un gigantesque rempart de pierre, le détruit et se suicide en se plaçant sous les gros blocs qui s'effondrent. Ichigo et les autres rentrent chez eux, Rurichiyo dit à ses gardes qu'elle est prête à abandonner certaines habitudes de nobles comme laisser les carottes sur le bord de l'assiette, pour respecter les fermiers qui les ont fait pousser. Peu après, le ninja envoyé par Kumoi vient sur les lieux pour récupérer l'arme de son camarade décédé. |                                                                                |                                                  |                                                 |                       |
| 172 | Kibune part en guerre ! Le vent violent fait rage !                            | 貴船出陣！吹き荒れる烈風                         | Kibune shutsujin! Fukiareru reppuu              | 28 mai 2008           |
| Pour renforcer le travail d'équipe, le nouveau capitaine Shûsuke Amagai fait faire des missions légères et des entraînements nouveaux à ses soldats. Très vite, Amagai et son 3e lieutenant Makoto Kibune deviennent populaires. Izuru Kira, qui manque de confiance en soi, craint que Kibune ne prenne son poste de vice-capitaine. Izuru et Makoto partent quelque part dans le Seireitei, alertés par Shinta, un nouveau venu dans la division. Un mystérieux trou s'est formé, et tous tombent dedans car le sol s'effondre. Là, des Hollows géants enfermés sortent de leur prison, Izuru et Makoto les éliminent mais Shinta se fait absorber par un Hollow. Kibune s'apprête à tuer le Hollow, ce qui tuerait aussi Shinta. Il pense qu'un soldat qui perd doit mourir. Izuru protège Shinta de Kibune. Le capitaine Amagai et d'autres membres de la division arrivent, Kibune fait comme s'il ne s'était rien passé. Mayuri Kurotsuchi est furieux : ces Hollows étaient des cobayes pour ses expériences. Pendant ce temps, Rurichiyo revient dans la demeure Kasumioji. Mais quelqu'un se dresse devant elle... |                                                                                |                                                  |                                                 |                       |
| 173 | L'Apparition du grand mal ! Les Ténèbres dans la maison de Kasumiôji !         | 巨悪の登場！霞大路家の闇                         | Kyo aku no toujou! Kasumioji ka no yami         | 4 juin 2008           |
| Rurichiyo fausse compagnie à ses gardes pour revenir à la demeure Kasumiôji dans la Soul Society. Elle est accueillie par des gardes et par Gyôkaku Kumoi, l'homme qui veut prendre la place du chef de clan. La petite fille retrouve ses amies. Rurichiyo rencontre une petite fille qui pleure. Soudain, cette dernière l'attaque avec un Kunaï mais Ichigo intervient. Problème, les gardes de la demeure noble attaquent Ichigo, ils sont beaucoup plus faibles que lui donc il ne se défend pas. La petite fille attaque les gardes et en blesse plusieurs jusqu'à être capturée par Kenpachi Zaraki, venu avec Yachiru Kusajishi et Rukia Kukichi. La petite fille n'est qu'une enveloppe destinée à camoufler un ninja au service de Kumoi, ce ninja attaque Zaraki mais se fait tuer facilement par le redoutable capitaine Shinigami. Rurichiyo explique à Ichigo, Rukia, Kenryû et Enryû le but de sa fuite : elle a répondu à l'appel d'une de ses amies qui malgré son jeune âge doit se marier, telle est la dure loi des nobles. Après le goûter, Kenpachi et Yachiru repartent au Seireitei, Ichigo et Rukia s'apprêtent à continuer leur mission. Cependant, Hanza, le ninja aux cheveux argentés les espionne... |                                                                                |                                                  |                                                 |                       |
| 174 | Brise la limite du miroir ! La Captivité d'Ichigo                              | 鏡の境界を破れ！捕らわれの一護                   | Kagami no kyoukai wo yabure! Toraware no Ichigo | 11 juin 2008          |
| Hanza Nukui affronte Ichigo avec Saida, le zanpakutô avec le miroir qui réfléchit la lumière. |                                                                                |                                                  |                                                 |                       |
| 175 | La Vengeance de l'assassin. Ichigo est ciblé                                   | 復讐の刺客、狙われた一護                         | Fukushuu no shikaku, nerawareta Ichigo          | 18 juin 2008          |
| Face à Hanza Nukui, Ichigo se retrouve scellé et emprisonné dans le miroir. Yoruichi intervient pour le sauver et met Hanza en fuite. Gyôkaku Kumoi tente de faire admettre aux notables des Kasumioji de nommer chef du clan Kannogi, le jeune fiancé de Rurichiyo. Mais certains refusent, ils veulent attendre le retour de la princesse et veulent garder la tradition qui fait que le dirigeant du clan Kasumioji soit une femme. La nuit suivante, ces cinq réfractaires se font assassiner. Kumoi réitère sa demande qui est acceptée. |                                                                                |                                                  |                                                 |                       |
| 176 | Mystère ! L'épée qui consumait l'assassin                                      | 怪奇！刀を喰う暗殺者                             | Kaiki! Gatana wo kuu ansatsu sha                | 25 juin 2008          |
| L'arme d'Hanza est un bakkotô : il s'agit d'un sabre vivant avec des tentacules qui absorbe l'énergie de son porteur. Kumoi est furieux qu'Hanza ait échoué mais l'autorise à emmener ses trois subordonnés avec lui : Jinnai Dokko un petit courbé dégarni qui ricane va affronter Rukia, Genga un colosse extrêmement musclé va affronter Chad et le frère de ce colosse, Kuzuryû un homme mince aux longs cheveux va affronter Uryû. Hanza quant à lui n'est là que pour tuer Ichigo. |                                                                                |                                                  |                                                 |                       |
| 177 | Le Retour de Rukia ! La lame qui se déchaîne !                                 | 逆転のルキア、暴走する刀                         | Gyakuten no Rukia! Bousou suru katana           | 25 juin 2008          |
| Rukia affronte Jinnai, son bakkotô lui fait pousser des piques sur le corps. Au cours du combat, Enryû est blessé en protégeant Rurichiyo mais Jinnai meurt dévoré par son bakkotô. Uryû parvient à tuer Kuzuryû avec une technique Quincy à base des Seele Schneider tandis que Chad pulvérise Genga au bout d'un combat difficile grâce à sa technique La Muerte. Quant à Ichigo, il parvient à briser le miroir de Saida, le bakkotô d'Hanza. Mais c'est inutile car les bris de glace reflètent la lumière et l'effet du bakkotô n'est qu'amplifié. |                                                                                |                                                  |                                                 |                       |
| 178 | Le Cauchemar révélé. Ichigo à l'intérieur du miroir                            | 見せられた悪夢、 鏡の中の一護                    | Miserareta akumu, Kagami no naka no Ichigo      | 2 juillet 2008        |
| Ichigo se fait piéger à nouveau dans le bakkotô d'Hanza Nukui. |                                                                                |                                                  |                                                 |                       |
| 179 | Confrontation !? Amagai contre les treize Divisions                            | 対立！？ 天貝VS護廷十三隊                        | Tairitsu!? Amagai VS Gotei juusan tai           | 9 juillet 2008        |
| 180 | La Décision de la princesse. La Mariée affligée                                | 姫の決意、哀しき花嫁                             | Hime no ketsui, kanashiki hanayome              | 16 juillet 2008       |
| 181 | Le Déploiement de la 2e Division ! Ichigo est encerclé                         | 二番隊出撃！包囲された一護                       | Ni ban tai shutsugeki! Houi sareta Ichigo       | 23 juillet 2008       |
| 182 | La Véritable Force d'Amagai. Le Zanpakuto est libéré !                         | 天貝(あまがい)の実力、斬魄刀(ざんぱきとう)解放！ | Amagai no jitsuryoku, zanpakutō kaihou!         | 30 juillet 2008       |
| Shûsuke Amagai déploie sa puissance. |                                                                                |                                                  |                                                 |                       |
| 183 | L'obscurité se déplace ! Le Vrai Visage de Kibune                              | 動き出した闇！貴船(きぶね)の正体                 | Ugokidashi ta yami! Kibune no shoutai           | 6 août 2008           |
| 184 | Kira et Kibune, l'attaque et la défense de la 3e Division                      | 吉良と貴船、三番隊の攻防                         | Kira to Kifune, san ban tai no koubou           | 20 août 2008          |
| 185 | Glace et Flamme ! La Lutte féroce : Amagai contre Hitsugaya !                  | 氷と炎！天貝VS日番谷の激闘                       | Koori to honoo! Amagai VS Hitsugaya no gekitou  | 27 août 2008          |
| Duel de capitaines : Shûsuke Amagai affronte Tôshirô Hitsugaya. |                                                                                |                                                  |                                                 |                       |
| 186 | Ordre de sortie ! Supprimez la maison de Kasumiôji                             | 出撃指令！霞大路家を制圧せよ                     | Shutsugeki shirei! Kasumiōji ka o seiatsu seyo  | 3 septembre 2008      |
| 187 | Ichigo fait rage ! Le Secret de l'assassin                                     | 一護激怒！暗殺者の秘密                           | Ichigo gekido! Ansatsu sha no himitsu           | 10 septembre 2008     |
| 188 | Duel ! Amagai contre Ichigo !                                                  | 決闘！天貝ＶＳ一護                               | Kettou! Amagai VS Ichigo                        | 17 septembre 2008     |
| 189 | La Fierté du Shinigami tombé                                                   | 堕ちた死神の誇り                                 | Ochi ta shinigami no hokori                     | 7 octobre 2008        |
| Amagai perd face au capitaine-commandant Genryûsai Yamamoto. Ce dernier lui révèle que son père était condamné à être dévoré par son bakkotô et qu'il l'a tué à contrecœur. Note : Cet épisode clôture l'arc filler « Le Capitaine de la 3e division, Amagai Shûsuke ». |                                                                                |                                                  |                                                 |                       |

#### Épisodes japonais
1. 1 2 3 4 5 6 7 8 9 10  (ja) « Bleach - Épisodes 166 à 177 », TV Tokyo (consulté le 30 novembre 2011)
2. 1 2 3 4 5 6 7 8 9 10 11  (ja) « Bleach - Épisodes 178 à 188 », TV Tokyo (consulté le 30 novembre 2011)
3. ↑  (ja) « Bleach - Épisodes 189 à 200 », TV Tokyo (consulté le 30 novembre 2011)

#### Épisodes français
1. 1 2 3 4 5 6 7 8 9 10 11 12 13  « Bleach - Épisodes 168 à 180 » sur Anime.kaze.fr, consulté le 15 février 2012
2. 1 2 3 4 5 6 7 8 9  « Bleach - Épisodes 181 à 193 » sur Anime.kaze.fr, consulté le 11 avril 2012